# Dominicas de Nueva Zelanda
La Congregación de Nuestra Señora del Rosario y de Santa Catalina de Siena (oficialmente en inglés: Congregation of Our Lady of Rosary and Saint Catherine of Siena), más conocida como Congregación de Hermanas Dominicas de Nueva Zelanda, es un instituto religioso católico femenino, de vida apostólica y de derecho pontificio, fundado en 1871, por el obispo irlandés Patrick Moran, en Dunedin (Nueva Zelanda). A las religiosas de este instituto se les conoce como dominicas de Nueva Zelanda y posponen a sus nombres las siglas O.P.

## Historia
La congregación tiene su origen en las dominicas de Irlanda, ya que fueron diez religiosas del monasterio de Galway, a la cabeza de Gabriela Gill, quienes por petición del primer obispo de Dunedin (Nueva Zelanda, Patrick Moran, fundaron el primer monasterio dominico neozelandés, en 1871, en dicha diócesis. Rápidamente las religiosas comenzaron a abrir nuevas comunidades en Oceanía, especialmente en Nueva Zelanda, aunque cada comunidad era autónoma y se referían al monasterio madre de Cabra en Irlanda. Cuando en 1928, los conventos de Irlanda se unieron para formar un instituto centralizado, las religiosas de Nueva Zelanda decidieron mantener su independencia y formar una nueva congregación religiosa.
El instituto recibió la aprobación diocesana de parte de James Whyte, obispo de Dunedin, el 25 de marzo de 1933. En el Anuario Pontificio de 2017 aparece inscrito entre las congregaciones religiosas de derecho pontificio.
De esta congregación nacieron otras, en 1899, las Hermanas Dominicas de la Sagrada Familia de Greenough y, en 1997, las Hermanas Dominicas de Wanganui, afiliadas a la Fraternidad Sacerdotal San Pío X de talante tradicionalista.

## Organización
La Congregación de Hermanas Dominicas de Nueva Zelanda es una congregación religiosa internacional, de derecho pontificio y centralizada, cuyo gobierno es ejercido por una priora general, hace parte de la Familia dominica y su sede central se encuentra en Dunedin (Nueva Zelanda).
Las dominicas de Nueva Zelanda se dedican a la educación e instrucción cristiana de la juventud. En 2017, el instituto contaba con 44 religiosas y 18 comunidades.